# Leda Battisti (album in spagnolo)
Leda Battisti (album in spagnolo) è la versione in lingua spagnola dell'album pubblicato nel 1999 dall'omonima cantautrice italiana per Epic Records.

## Descrizione
Prodotto da Mario Lavezzi, Leda Battisti (album in spagnolo) è la versione in lingua spagnola dell'album di debutto di Leda Battisti destinato al mercato iberico e latino americano. Il disco contiene le 16 tracce: 11 brani in italiano (ripresi nella stessa versione dell'album di origine) e 5 brani (riproposti con nuovi arrangiamenti) in lingua spagnola. La produzione aggiuntiva di questi pezzi in spagnolo è di Manny Benito (già produttore degli album in lingua spagnola di Céline Dion e Jennifer Lopez.

## Tracce
1. Como el agua al desierto (L'acqua al deserto) (L.Battisti)
2. Eres tú (Sei tu) (L.Battisti)
3. Solo el cielo sabrá (Solo il cielo lo sa) (L.Battisti)
4. Será (L.Battisti)
5. Al ritmo de un huracán (Al ritmo di un uragano) (L.Battisti)
6. Un fiume in piena (L.Battisti)
7. In caduta libera - Snakecharmer (L.Battisti - O. Liebert)
8. Vino sei d'amore (L. Battisti - A. Carnevali)
9. Verso sera (L. Battisti - G. Bonanni)
10. Tangos de Tesuque (L.Battisti - O. Liebert)
11. Euforia (L.Battisti)
12. Tocca il cuore - Butterfly and Juniper) (L.Battisti - O. Liebert)
13. Misterioso fuoco (L. Battisti - A. Carnevali - R. Rinciari)
14. L'acqua al deserto (L.Battisti)
15. Sei tu (L.Battisti)
16. Solo il cielo lo sa (L.Battisti)

## Formazione
- Leda Battisti - voce, chitarra classica e cori
- Ottmar Liebert - chitarra flamenco
- Francesco Morettini - tastiera e programmazione
- Lele Melotti - batteria
- Giulio Proietti - batteria
- Lennart Zethzon - basso
- Matteo Fasolino - tastiera